# B1 (Namibië)
De B1 is een hoofdweg in Namibië, die de belangrijkste noord-zuidas van het land vormt. De weg loopt van de grens met Zuid-Afrika bij Noordoewer via Keetmanshoop, Mariental en Windhoek naar de grens met Angola bij Oshikango. In Zuid-Afrika loopt de weg als N7 verder naar Springbok en Kaapstad. In Angola loopt de weg verder naar Lubango als EN120.
De B1 is 1.520 kilometer lang en loopt door de regio's !Karas, Hardap, Khomas, Otjozondjupa, Oshikoto, Oshana en Ohangwena. De weg is onderdeel van de Trans-Afrikaanse weg 3 tussen Tripoli en Kaapstad.

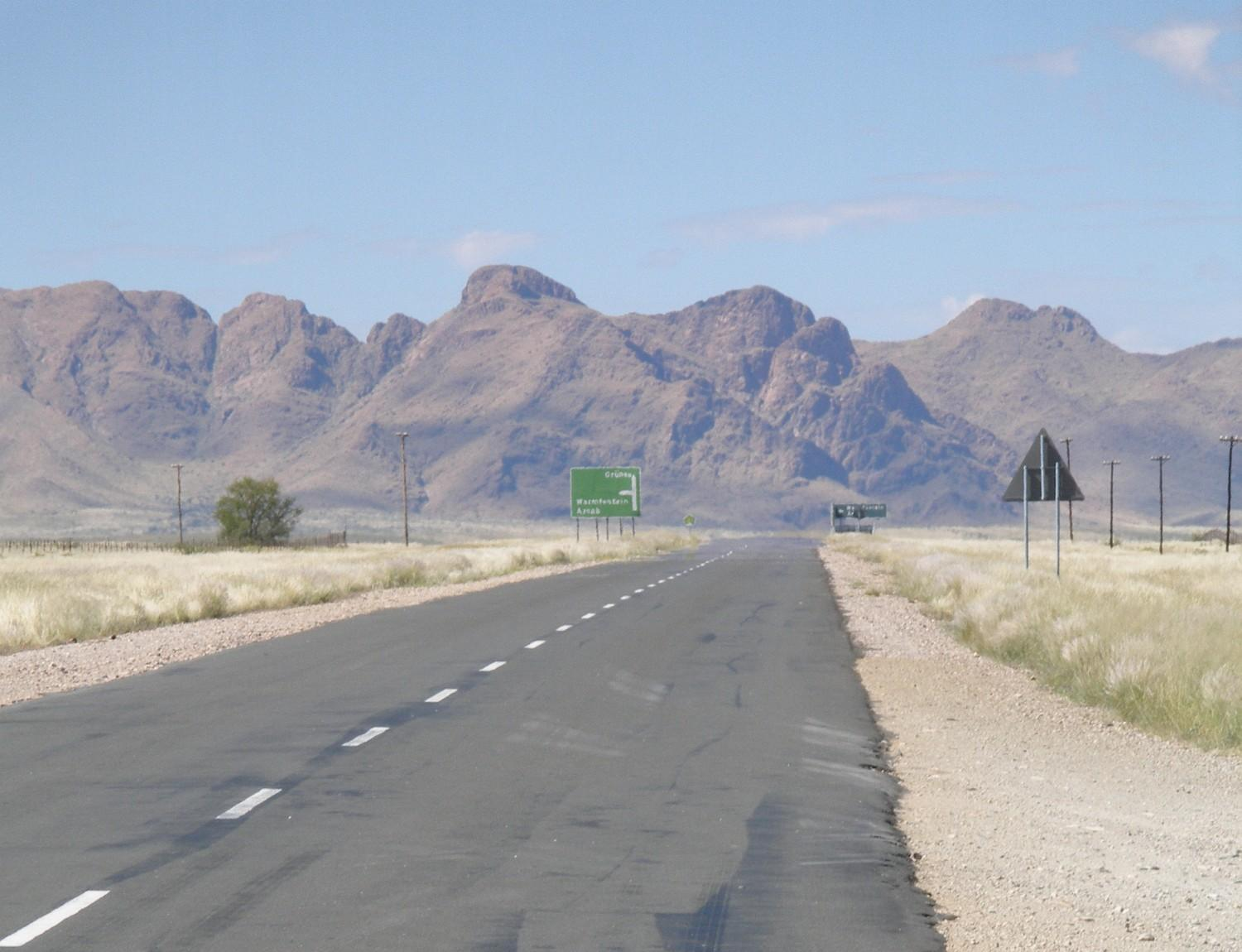
De B1 richting het Karasgebergte